# Xã Bible Grove, Quận Clay, Illinois
Xã Bible Grove (tiếng Anh: Bible Grove Township) là một xã thuộc quận Clay, tiểu bang Illinois, Hoa Kỳ. Năm 2010, dân số của xã này là 344 người.